# Маллиотакис, Николь
Нико́ль Маллиота́кис (англ. Nicole Malliotakis; род. 11 ноября 1980, Нью-Йорк, Нью-Йорк, США) — американский политик-республиканец, член Палаты представителей США от штата Нью-Йорк, член Ассамблеи штата Нью-Йорк (2011—2021), кандидат на пост мэра Нью-Йорка (2017).
Является одной из двух первых американок греческого происхождения, ставшей членом правительства города Нью-Йорка (вместе с Аравеллой Симотас) и первой представительницей из числа американцев испанского происхождения, избранной от боро Статен-Айленд.

## Биография

### Ранние годы, семья и образование
Родилась в Нью-Йорке в семье Джорджа (Йоргоса) и Веры Маллиотакисов. Отец Николь грек родом с Крита (Греция), а мать — испанка, в 1959 году бежавшая со своей матерью и сестрой из кубинского города Сантьяго-де-Куба, когда Фидель Кастро захватил власть в свои руки и установил коммунистический режим в стране, где у неё остались отец и брат. Родители Николь занимались малым бизнесом, а Джордж также работал официантом в «Chateau Madrid» на Манхэттене. В 1982 году семья переехала в нейборхуд Грейт-Киллз боро Статен-Айленд.
Посещала государственную Нью-Дорпскую среднюю школу.
Окончила Университет Сетон-Холла со степенью бакалавра гуманитарных наук в области коммуникаций и Колледж имени Вагнера со степенью магистра делового администрирования.

## Карьера
В 2003—2006 годах была сотрудником по связям с общественностью сенатора штата Нью-Йорк Джона Марчи (2003—2004) и губернатора Джорджа Патаки (2004—2006). До начала участия в выборах также работала в сфере энергетической политики штата в качестве руководителя по связям с общественностью в компании «Consolidated Edison Company of New York».

### Ассамблея штата Нью-Йорк
В 2010 году одержала победу на выборах в Ассамблею штата Нью-Йорк от 60-го избирательного округа, став одной из двух первых женщин греческого происхождения и первой американкой кубинского происхождения в правительстве города Нью-Йорк, а также первым кандидатом из числа американцев испанского происхождения, избранным от Статен-Айленда.
В первый год службы в Ассамблее Маллиотакис получила многочисленные награды и признание, в том числе была названа «Восходящей Звездой» изданиями «Capitol News» и «Brooklyn Home Reporter», Испанским союзом Нью-Йорка и Греко-американским фондом.
В 2011 году получила «Благодарственную награду» от Американо-греческого прогрессивного просветительского союза (AHEPA) за выступление в качестве почётного оратора на церемонии вручения стипендий, а также за свой вклад в развитие греческой общины США, в том числе за поддержку инициативы AHEPA и Греческой православной архиепископии Америки по восстановлению церкви Святого Николая на Манхэттене, которая стала единственным, не относящимся к Всемирному торговому центру зданием, целиком разрушенным во время террористического акта 11 сентября 2001 года.

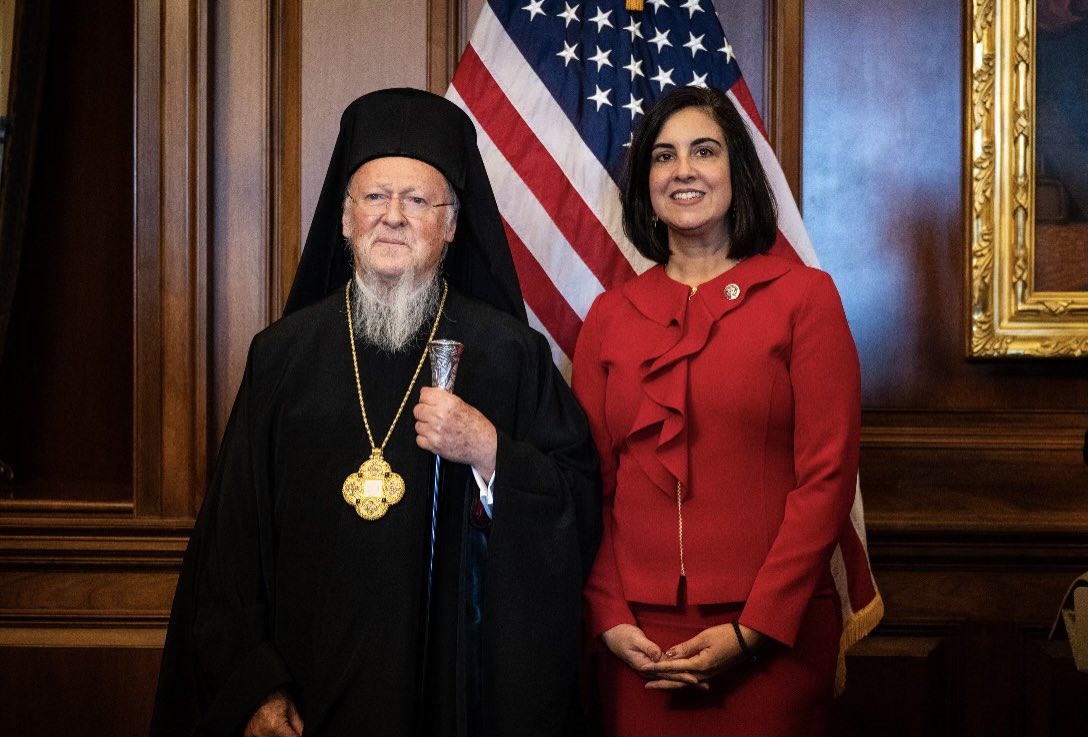
С Вселенским Патриархом Варфоломеем во время его визита в США (Капитолий, Вашингтон, 27 октября 2021 года)

В 2012 и 2014 годах переизбиралась в Ассамблею от 64-го избирательного округа.
В конце 2012 года получила широкое признание за деятельность по оказанию помощи гражданам своего избирательного округа в период после нанесённого ураганом «Сэнди» ущерба, за что была отмечена греческой православной церковью Святой Троицы — Святителя Николая Статен-Айленда.
Другим приоритетным направлением деятельности Маллиотакис было возобновление функционирования оператора автобусных перевозок RBO транспортной компании MTA. Ей удалось вести успешную борьбу с сенатором Мартином Голденом за восстановление автобусных маршрутов в её избирательном округе. Она также провела ряд форумов (городских собраний) по вопросу о налоге MTA на маятниковую миграцию и его негативном влиянии на деятельность субъектов малого предпринимательства, некоммерческих организаций и частных школ. Впоследствии легислатура штата Нью-Йорк и его губернатор Эндрю Куомо приняли существенные решения об их аннулировании.
В 2013 году была признана восходящей звездой американского консервативного движения и избрана Американским консервативным союзом для выступления с речью на ежегодной политической конференции CPAC.
После того как в конце 2014 года Майкл Гримм объявил о своём уходе из Палаты представителей США, Маллиотакис упоминалась в качестве главного претендента на его место до того момента, когда в январе 2015 года сообщила о том, что не будет участвовать в гонке и намерена поддержать Дэниела Донована, в итоге одержавшего победу.
Является активным защитником прав пожилых людей и ведёт успешную борьбу против закрытия общественных центров для престарелых в Бруклине и Статен-Айленде.
В 2014 году была избрана Китайско-американским Фондом обмена для участия в визите в Пекин, Чэнду и Шанхай с целью укрепления дипломатических и экономических связей между двумя странами.
В ноябре 2015 года Маллиотакис была назначена руководителем избирательной кампании сенатора Марко Рубио в Нью-Йорке, намеревавшегося принять участие в президентских выборах, но снявшего свою кандидатуру во время праймериз.
В 2015 году стала членом Всемирной греческой межпарламентской ассоциации (WHIPA), являющейся международной организацией (аналитическим центром), состоящей из избранных должностных лиц греческого происхождения из Австралии, Канады, США, Зимбабве, стран Южной Африки и Европы. Стала третьим американским законодателем (наряду с Леонидасом Раптакисом и Томасом Кациантонисом) и первой женщиной-американкой, избранной в WHIPA.
В период до избрания Дональда Трампа президентом США публично критиковала его за риторику в отношении женщин и мусульман, несмотря на то, что многие граждане представляемого ею избирательного округа поддерживали бизнесмена. Среди них были, в том числе, её отец и многие члены Республиканской партии, убеждавшие Маллиотакис принять сторону эксцентричного миллиардера, что создавало для неё неординарную дилемму.
В 2016 году была вновь переизбрана в Ассамблею от 64-го избирательного округа.
Является активным борцом за права животных и укрепление законодательства, направленного на борьбу с жестоким обращением с ними.

### Предвыборная кампания на пост мэра Нью-Йорка (2017)

Логотип мэрской кампании Маллиотакис

25 апреля 2017 года заявила о том, что примет участие в предстоящих ноябрьских выборах мэра Нью-Йорка.
После того как в июне бизнесмен Пол Месси снял свою кандидатуру на пост мэра по причине нехватки финансовых средств на кампанию, Маллиотакис осталась единственным кандидатом от Республиканской партии.
24 октября, за две недели до выборов, сломала левую ногу, когда попыталась не наступить на свою собаку породы чихуахуа по кличке Пинат.
Во время предвыборной гонки получила поддержку со стороны Джона Кациматидиса, миллиардера и кандидата в мэры Нью-Йорка в 2013 году, Консервативной партии штата Нью-Йорк, лидеров итальянской общины США, греческой певицы Анны Висси, изданий «Jewish Voice», «The Jewish Press», «New York Post», «Staten Island Advance» и «The National Herald», Федерации греческих обществ США, бывшего губернатора Нью-Йорка Джорджа Патаки и др.
В день выборов значительно уступила действующему мэру Биллу Де Блазио (28 % против 66 % голосов).

## Личная жизнь
Не замужем.
Проживает в Статен-Айленде.
В свободное от работы время занимается чтением, йогой, ездой на велосипеде и игрой в теннис.
Исповедует греческое православие.